# 伊娜谷香糯米
伊娜谷香糯米是南投縣仁愛鄉松林部落原住民特有的水稻品種，現栽種於南投縣仁愛鄉親愛村，濁水溪上游左岸，海拔約800~1000公尺。相傳為日治時期，當局授予香糯米稻種鼓勵族人栽培種植，此稻種擁有優雅的香味但不易種植，是當地原民喜慶時重要糧食作物之一。在台灣光復後消失的一段時間，一直到西元2000年由台中區農業改良場將以純化，重新移回親愛村栽種，現在以松林部落栽種面積最大。

## 歷史文化

### 文化背景
親愛村有三個部落分別為萬大部落、親愛部落及松林部落，其中有8成的伊娜谷香糯米種植在松林部落，種植面積大約5公頃。「伊娜谷香糯米」的起源，相傳是日治時期，當局政府治理鄰近部族、調解部落間的紛爭彼此制衡，遂將賽德克托魯閣族群多次遷移後定居於松林、曲冰之間，並將此地命名於伊娜谷(日語發音Inago)，授予香糯米稻種鼓勵族人栽培種植，甚至進貢天皇。而關於品種來源則有幾種說法。一說是日人在台期間從各地區選取適合當地栽培的稻種，形成一個混合族群；另一說是日本人先進行香糯米的選拔純化，再將種子交由松林部落的賽德克族人栽植。無論是哪種說法，伊娜谷香糯米作為台灣原住民的特色農產品之一，也成為了當地文化和生活的重要一環。